# Libertas Schulze-Boysen
Libertas Schulze-Boysen (född Haas-Heye), född 20 november 1913 i Paris, död 22 december 1942 i Plötzenseefängelset, var en tysk motståndskämpe mot Adolf Hitler och den nazistiska regimen. Hon och hennes make Harro tillhörde gruppen Röda kapellet. Libertas Schulze-Boysen hade familjerelationer till Hermann Göring och maken fick genom dessa en tjänst i luftfartsministeriet och därmed tillgång till topphemliga dokument. Som regimmotståndare erbjöd han dessa dokument åt den sovjetiska underrättelsetjänsten. Gestapo kom paret Schulze-Boysen på spåren och de dömdes av Reichskriegsgericht till döden för högförräderi och avrättades.